# Can Boniquet
Can Boniquet és una obra de Ripollet (Vallès Occidental) inclosa a l'Inventari del Patrimoni Arquitectònic de Catalunya.

## Descripció
Edifici ubicat entre mitgeres que compta amb una planta baixa i dos pisos, amb dues obertures en cadascun d'ells i terrat superior. A la planta baixa la porta d'accés està a la part dreta, feta amb un arc tan rebaixat que sembla quasi allindada, a la seva esquerra una finestra que segueix la mateixa tipologia. A la porta d'accés i a la reixa de la finestra es pot llegir la data de 1871. Les obertures del pis superior són rectangulars; al primer, dos balcons amb llosana correguda i, al segon, dos balcons independents. Tots amb baranes de ferro treballat. Corona l'edifici una balustrada de terrat sobre una cornisa dentada, al dessota de la qual s'obren tres petits ulls. La casa, amb la façana arrebossada i pintada, té un pati interior.

## Història
En Baltasar Boniquet Buhigas es va fer construir una residència d'estiueig a Ripollet. Els descendent del Boniquet, però, van acabar per no tornar a Ripollet i llogar l'immoble per treure'n algun profit. Quan, el 1915, Jaume Diviu Joana, veí de Cerdanyola conegut com «el Cepat», va comprar la torre, va mantenir-la en règim de lloguer. De les famílies que la llogaren, potser la més coneguda fou la dels Badia, amb nombrosos fills. La torre ha continuat a mans dels Diviu fins avui, residents a un dels habitatges de l'immoble.